# Presa Sanalona
La Presa Sanalona es una presa ubicada en el cauce del río Tamazula,  en el municipio de Culiacán Sinaloa, a 24 kilómetros de la ciudad de Culiacán. Fue puesto en operaciones el 1 de enero de 1948, cuenta con una Central hidroeléctrica capaz de generar 14 megawatts de Energía eléctrica la cual inició operaciones el 8 de mayo de 1963, su embalse es aproximado a 673 millones de metros cúbicos de agua.
Dicha presa es un lugar de recreación y esparcimiento para los habitantes del centro del estado, donde se efectúan torneos de pesca deportiva y algunas regatas, sus aguas también se utilizan para irrigar el Valle de Culiacán. La construcción de esta presa fue el detonante económico del valle de Culiacán y por ende de la ciudad capital Culiacán.
La presa Sanalona fue la primera que se construyó en el estado de Sinaloa, es la 6° más grande del estado de Sinaloa y la 30° de México.

## Descripción de la presa
La presa Sanalona se construyó con el objetivo de aprovechar en riego las aguas del río Tamazula, consiste esencialmente en una cortina de tierra tipo Gravedad Escollera, provista en su margen izquierda de una obra de toma y en su margen derecha un vertedor de excedencias del tipo abanico-cresta libre.

### Cortina
La cortina consta esencialmente de 3 zonas de materiales seleccionados: 
- zona 1: corazón impermeable formado por un conglomerado de grava bien graduada escasa de finos, para mejorar este material se le agregó una capa de arcilla en la superficie, también se utilizó granito arcilloso alterado (tucuruguay) aunque se empleó en menor proporción y únicamente en las partes bajas, estos materiales se compactaron con dos tipos de rodillos: rodillo liso y rodillo pata de cabra, según el tipo de material.

El que más se empleó fue el rodillo liso con un peso de 20 toneladas y se compactó en 6 pasadas en capas de 0.20 m de espesor. El corazón impermeable tiene talud de 2:1 aguas arriba y de 1.5:1 aguas abajo
- Zona 2: respaldos permeables formados esencialmente con grava y arena, este material se compactó agregando agua y con rodillo liso; está colocado sobre el corazón impermeable y tiene talud de 3:1 aguas arriba y de 2:1 aguas abajo.

- Zona 3: chapa de roca formada con producto de cantera, se colocó a mano con un espesor de 1 m en el talud de aguas arriba únicamente.

### El Vertedor
Se localiza en la margen derecho y consiste en un vertedor de tipo de abanico de creta libre, curvo en planta con canal de descarga que conduce las aguas al río Tamazula.
Tiene una capacidad de desfogue de 6,300 m3/seg, la longitud de la creta es de 218.9 m.

### Obra de Toma
Está localizada a en el margen izquierdo, consiste esencialmente en dos túneles revestidos de concreto, en los que se alojan tuberías de presión ahogadas inicialmente en tapones de concreto y provistos de válvulas de aguja para regular las extracciones en el extremo de aguas abajo de las tuberías de presión; éstas descargan libremente en el cauce del río, estando sus mecanismos de operación alojados en una caseta de concreto. 
En los extremos de aguas abajo de los túneles, se instalaron rejillas montadas en estructuras de concreto reforzado de forma cilíndrica, estas sirven de transición de entrada a los túneles con los que se enlazan por medio de codos.